# Spray (Oregon)
Spray és una població dels Estats Units a l'estat d'Oregon. Segons el cens del 2010 tenia 160 habitants.
Spray va rebre el nom de John Fremont Spray, fundador de la comunitat i primer director de correus, i de la seva dona, Mary E. Spray. L'oficina de correus es va establir el 1900. El mateix any, John Spray va establir un transbordador per transportar gent a través del riu John Day, i va ajudar a crear una escola i una botiga.